# Dielenhaus (Stralsund)
La Dielenhaus est un bâtiment classé de la ville hanséatique de Stralsund en Allemagne.
La maison-halle typique du nord de l'Allemagne est une maison de marchand gothique du XIVe siècle. Elle se compose d'un hall ouvert au rez-de-chaussée (Dielen ; d'où le nom) et de salles de stockage aux étages supérieurs. Depuis le hall spacieux, il était possible de transporter des marchandises plus volumineuses par monte-charge pour le stockage dans les entrepôts ci-dessus. La Dielenhaus a été largement restaurée dans les années 1970. Aujourd'hui, les mariages civils ont lieu ici.
La Dielenhaus est située dans la zone centrale de l'UNESCO comme site du patrimoine mondial Centres historiques de Stralsund et Wismar. 
Le peintre Wilhelm Brücke est né dans la maison.